# Монастырь Святого Флориана

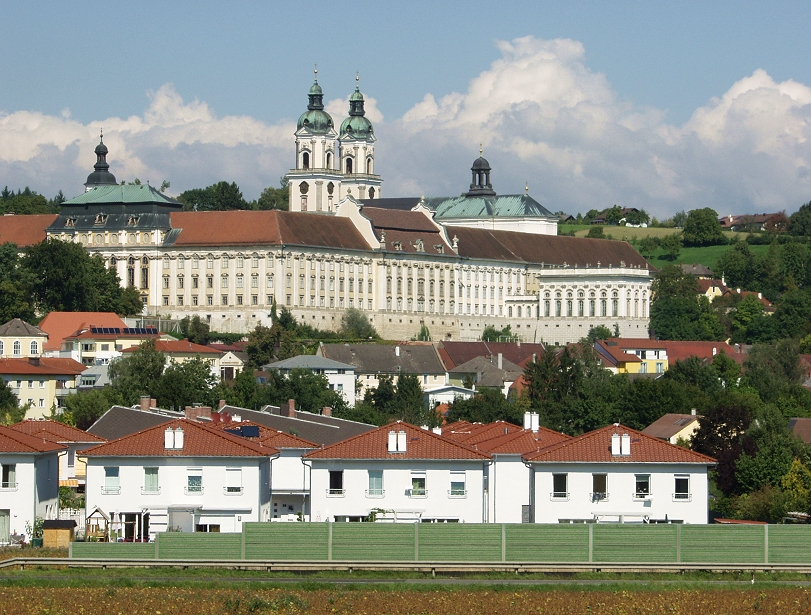
Общий вид аббатства Санкт-Флориан

Монастырь Святого Флориана — один из старейших и крупнейших монастырей Австрии, расположенный в окрестностях Линца. Монастырь носит имя святого Флориана, чьи мощи покоятся в монастырской церкви Вознесения Девы Марии и привлекают паломников со всей страны. С 1071 года обитель, возникшая при Каролингах, принадлежит ордену августинцев. У монастырских стен вырос посёлок Санкт-Флориан.
Самые старые сооружения Санкт-Флориана — остатки крепостных стен. На месте романской церкви, сгоревшей в 1235 году, была выстроена готическая, которая, в свою очередь, в 1683—1708 годах была перестроена в стиле барокко по проекту Карло Антонио Карлоне. После смерти Карлоне строительство монастыря курировал знаменитый австрийский архитектор Якоб Прандтауэр. Фресковое убранство церкви создал Бартоломео Альтомонте.
В 1744 году Й. Г. Хайбергер приступил к постройке существующего здания библиотеки, где размещается собрание из 130 000 книг и средневековых рукописей. Из этой библиотеки происходит Флорианская псалтырь (ныне в Варшаве). Широко известна также монастырская картинная галерея, где представлены редкостные произведения художников дунайской школы, включая Альтдорфера.
С монастырём связана жизнь композитора Антона Брукнера, который родился в соседнем городе Ансфельден, пел мальчиком в монастырском хоре, а позже в 1848—1854 годах служил приходским органистом. Брукнер похоронен в монастырской церкви, его саркофаг расположен под церковным органом. А. Шнитке дал название «Святой Флориан» своей Второй симфонии, которая посвящена памяти Брукнера.
С монастырскими архивами работал историк Иосиф Хмель.

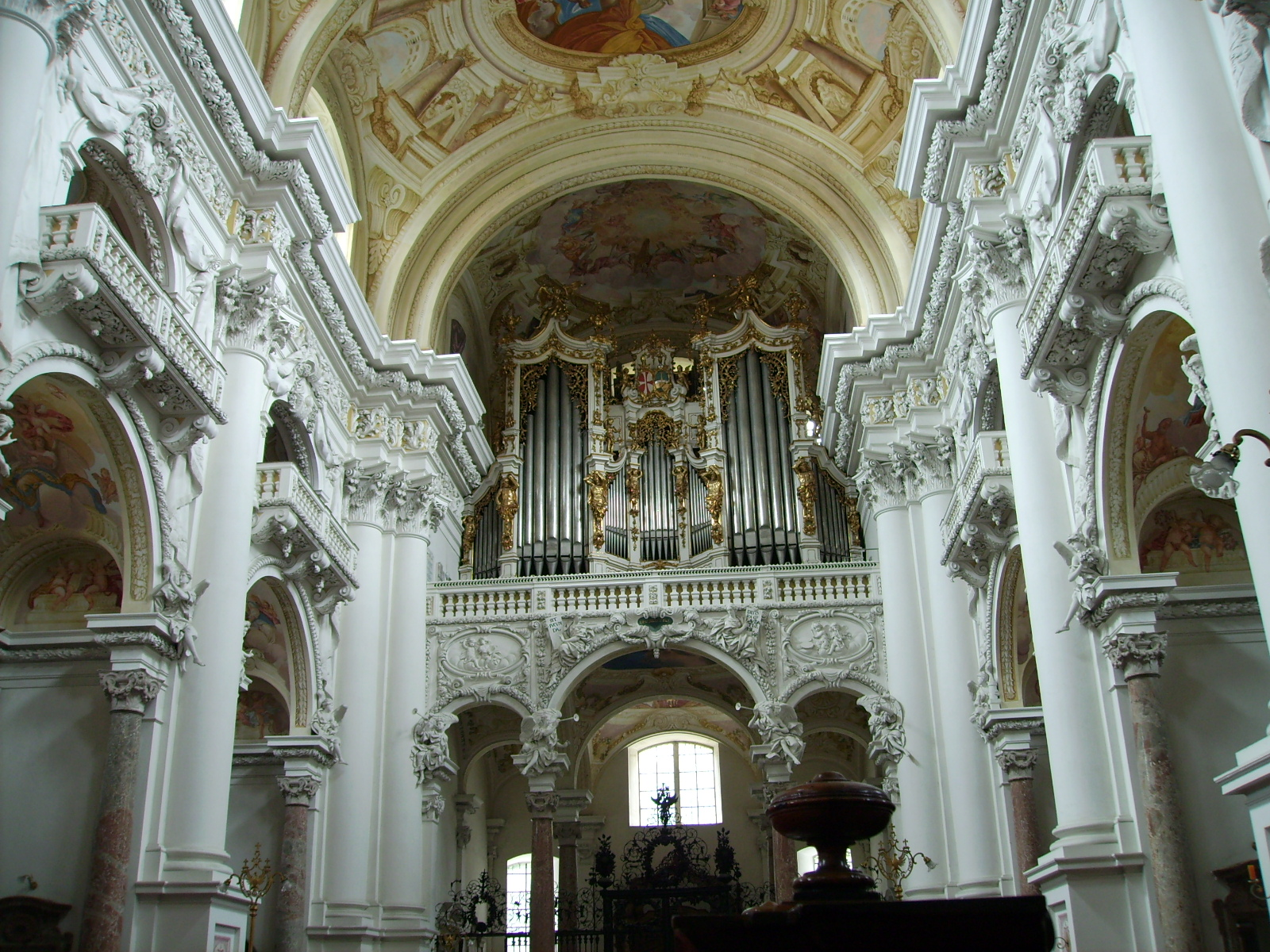
Орган, на котором играл Брукнер
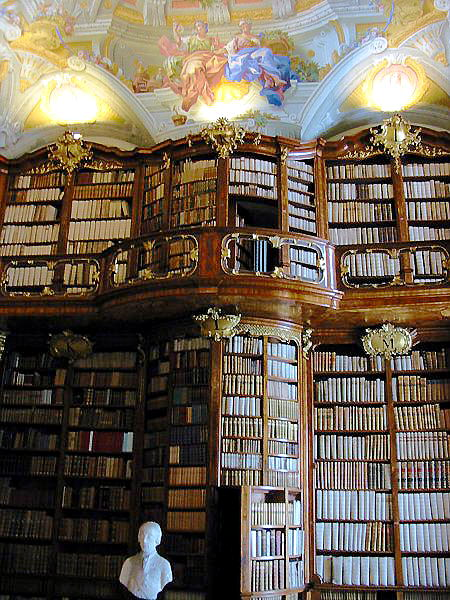
Барочный интерьер библиотеки
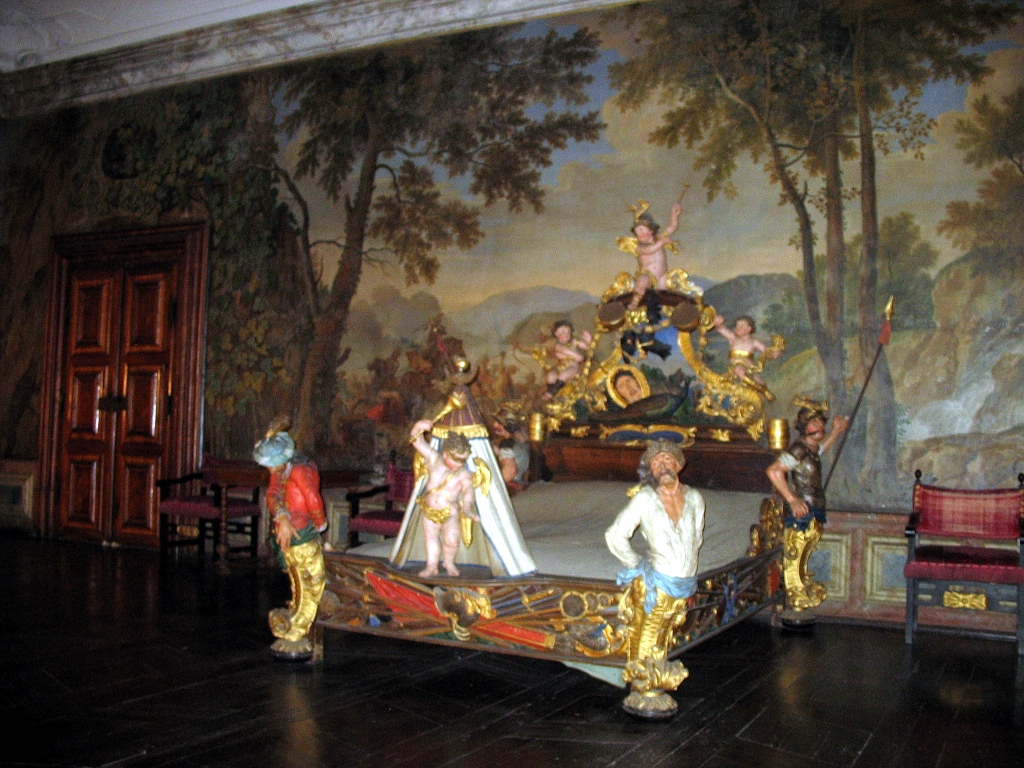
Кровать Евгения Савойского с фигурками побеждённых им турок
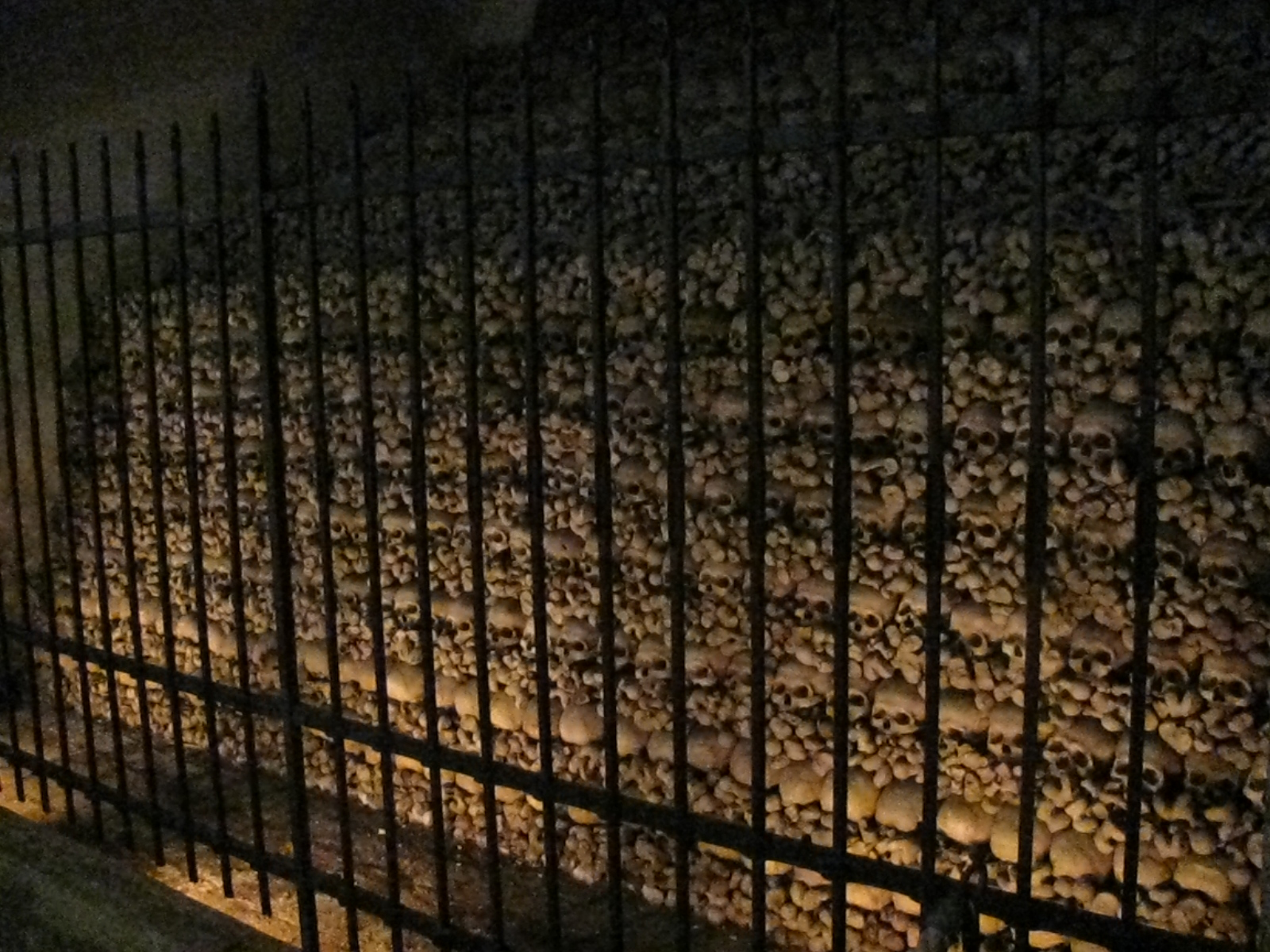
Хранилище 6000 черепов, обнаруженных в 1250 г.
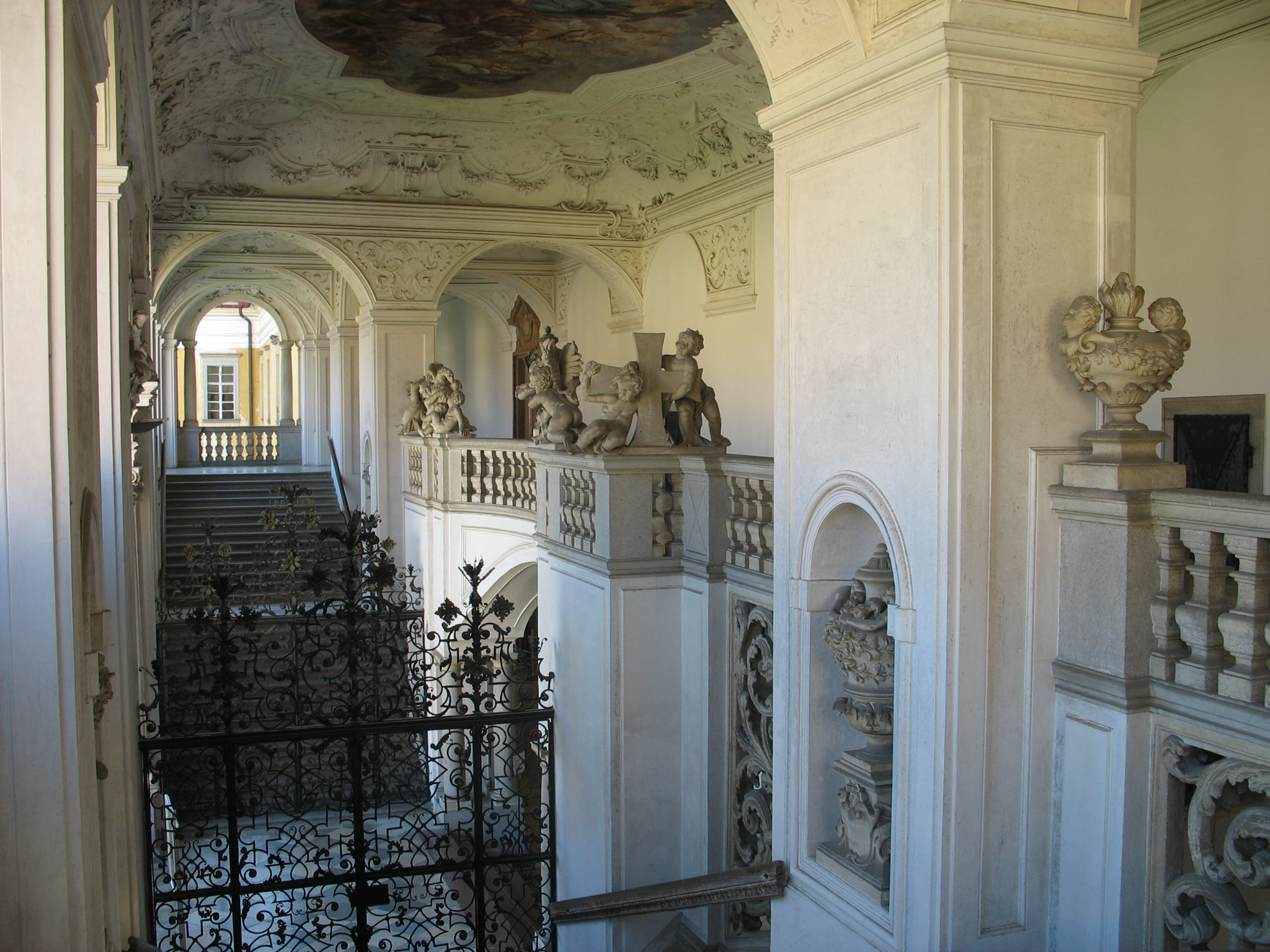
Парадная лестница